# Jason Ringenberg
Jason Ringenberg es un cantautor estadounidense de música country.
Nació en Sheffield (Illinois) en 1958. En la década de los 80 formó el grupo de cowpunk Jason & The Scorchers, con el que cambió el country contemporáneo. En la década de 2000 comenzó su carrera en solitario, publicando cinco LP. Actualmente vive en una granja en Nashville (Tennessee). Se encuentra casado y es padre de tres niñas. Ha disfrutado del éxito tanto en su país como en Europa, sobre todo desde que comenzó su carrera en solitario.

## Carrera musical
Su primer contacto con la música country se produjo durante su infancia en la granja en la que nació. A finales de los 70 se produce la explosión del punk en el Reino Unido (con Sex Pistols y The Clash al frente) y en Estados Unidos con los Ramones. Son estos últimos los que más le influenciaron, tanto que en 1981, junto a Warner E. Hodges,
Perry Baggs y Jeff Johnson, puso en marcha el grupo Jason & The Scorchers, con el que cambiaría la música country contemporánea. Su estilo, una mezcla de country y punk que comenzaron a denominar cowpunk, levantó ampollas dentro de la conservadora escena musical de Nashville, pero no todos lo rechazaron y comenzaron a surgir fieles seguidores de la "dinamita de Tennessee", alias con el que les empezó a conocer. Jimmy Guterman, del New York Times escribió, refiriéndose a Fervor (1983), el primer álbum de los Scorchers: "En menos de 30 minutos de música, los Scorchers han reescrito la historia del rock’n’roll sureño". Hoy están considerados como unos de los precursores del country alternativo. Con ellos publicaría seis álbumes de estudio y dos en directo, además de varios recopilatorios.
En 1999, los Scorchers deciden separarse (Jason habla siempre de "semi-retiro"). Durante su aventura con los Scorchers, Jason lanzó su primer disco en solitario, One Foot In The Honky Tonk (1992), con el que se acercó a unos sonidos country más puros y "clásicos". Pero su carrera en solitario no despegará hasta la década de 2000, en la que aparecen A Pocketful Of Soul (2000) y All Over Creation (2002), publicados en su propia compañía discográfica: Coragenous Chicken. Aparecen colaboraciones de Steve Earle, Lambchop o The Wildhearts. Con estos trabajos, muy bien recibidos por la crítica especializada, se lanza a actuar en directo sin ninguna banda de acompañamiento. En el escenario sólo aparece él con su guitarra, pero sin perder la potencia y energía que desplegaba cuando aparecía con The Scorchers, lo que hizo que The Chicago Suntimes considerase su directo como el "mejor espectáculo en solitario de 2001" o que David Sinclair (periodista de The London Times) comentó que "Se había ganado en directo la reputación de ser uno de los mejores artistas de su generación". Con estos discos adquiere renombre en Europa, realizando varias giras de presentación de sus trabajos.
En 2003 aparece A Day At The Farm With Farmer Jason, un disco destinado al público infantil (está dedicado a sus tres hijas: Helsey Beth, Camille Grace y Addie Rose) con canciones alegres en las que describe su propia granja: un poni ("Whoa There Pony"), un cerdo ("He's a Hog Hog Hog"), un gato ("Little Kitty"), varios pollos ("A Guitar Pickin' Chicken"), plantaciones de maíz ("Corny Corn"), el trabajo diario en la granja ("Get Up Up Up!" y "Sundown In The Farm")... para presentarlo adoptó el alter-ego de Farmer Jason ("Jason El Granjero").
En 2004 apareció Empire Builders, su álbum más políticamente comprometido y por el que ha sido muy criticado por la derecha en su país. En él arremetió contra la política imperialista de George W. Bush ("American Question", "New-Fashioned Imperialist" o "American Reprieve"), hizo una versión de la canción antimilitarista de Merle Haggard "Rainbow Stew", recuerda a Link Wray ("Link Wray") y al Jefe Joseph de la tribu amerindia de los Nez Perce ("Chief Joseph's Last Dream") o la divertida "Rebel Flag in Central Germany", en la que Jason cuenta la vergüenza que pasó al ver una bandera confederada en Alemania central. Con el disco caliente se lanzó a una extensa gira internacional (Estados Unidos, Reino Unido, Alemania, Irlanda, Noruega, Finlandia, España, Suiza o Austria).

## Discografía

### Jason & The Scorchers
- Reckless Country Soul (Praxis, 1982). EP. Reeditado en 1996 por la discográfica Mammoth con seis temas extras.
- Fervor (Praxis, 1983). Reeditado en 1984 por EMI.
- Lost & Found (EMI, 1986).
- Still Standing (EMI, 1986).
- Thunder and Fire (A&M, 1989).
- Are You Ready For The Country: The Essential Jason & The Scorchers. Volume One (EMI, 1992). Recopilatorio con temas de Fervor, Lost & Found, caras B y rarezas.
- A Blazing Grace (Mammoth, 1995).
- Clear Impetuous Morning (Mammoth, 1996).
- Both Sides of The Line (EMI, 1996). Recopilatorio con material de Fervor y Lost & Found.
- Midnight Roads and Stages Seen (Mammoth, 1998). Disco en directo.
- Rock on Germany (Coragenous Chicken Music, 2001). Disco en directo grabado en Colonia (Alemania) el 23 de junio de 1985. En 1986 apareció como un LP pirata.
- Wildfires & Misfires: Two Decades of Outakes and Rarities (Coragenous Chicken, 2002). Recopilatorio de rarezas y tomas alternativas de sus temas.[2]

### En Solitario
- One Foot in The Honky Tonk (Capitol, 1992).
- A Pocketful of Soul (Courageous Chicken Music, 2000).
- All Over Creation (Courageous Chicken Music, 2002).
- A Day At The Farm With Farmer Jason (Courageous Chicken Music, 2003).
- Empire Builders (Courageous Chicken Music, 2004).